# بروس هيل (لاعب كرة قدم أمريكية)
بروس هيل (بالإنجليزية: Bruce Hill)‏ هو لاعب كرة قدم أمريكية أمريكي، ولد في 29 فبراير 1964 في فورت ديكس ‏ في الولايات المتحدة.

## وصلات خارجية
- بروس هيل على موقع مرجع كرة القدم المحترفة.كوم (الإنجليزية)